# T Sextantis
T Sextantis är en pulserande variabel av RR Lyrae-typ (RRC) i stjärnbilden Sextanten.
Stjärnan varierar mellan visuell magnitud +9,81 och 10,32 med en period av 0,324698 dygn eller 7,7928 timmar. RR Lyrae-stjärnornas period varierar mellan 0,2 och 1,2 dygn med ett medianvärde på 0,5 dygn. T Sextantis ligger sålunda långt under medianvärdet.